# Межапаркс
Межапаркс (на латвийски: Mežaparks) е един от 58-те квартала на Рига. Разположен е в административния район Север на бреговете на езерото Кишезерс. Има население от 4413 души и обща площ възлизаща на 11,821km². Името Межапаркс буквално означава горски парк на латвийски. Паркът е създаден в началото на 20 век и се е казвал Кайзервалд (кралска гора на немски). По време на Втората световна война тук е създаден концентрационият лагер Кайзервалд, който за разлика от повечето е бил трудов лагер, а не за масово унищожение. Лагеристите са работели за Allgemeine Elektricitäts-Gesellschaft. През 1944 в горите на Межапаркс се провежда кратка битка между нацистките сили и техните латвийски съюзници срещу съветски военни сили. Червената армия печели и скоро след това окупира останалата част от Рига.
На територията на Межапаркс се помещава Рижката зоологическа градина, увеселителен парк и няколко спортни съоръжения. Това превръща квартала в преподчитано място за отдих. Межапаркс е един от най-скъпите райони за живеене в Рига.